# Krzysztof Arciszewski
Krzysztof Arciszewski (sinh ngày 9 tháng 12 năm 1592 tại Rogalin - mất ngày 7 tháng 4 năm 1656 gần Gdańsk (Danzig), Ba Lan) là một nhà quý tộc, sĩ quan quân đội, kỹ sư và nhà dân tộc học người Ba Lan. Arciszewski từng làm một vị tướng của lực lượng pháo binh trong quân đội Hà Lan và Ba Lan.
Trong những năm trẻ tuổi bồng bột, Krzysztof Arciszewski đã phục vụ dưới trướng của Krzysztof Radziwiłł. Sau khi lỡ có hành vi giết chết Kacper Jaruzel Brzeźnicki, Arciszewski bị kết án là bỉ ổi về mặt đạo đức và ông bị buộc phải bắt đầu cuộc sống lưu vong. Ông đã rời Ba Lan vào năm 1623. Arciszewski đến Hà Lan và định cư ở La Hay. Nhờ nhận được sự hỗ trợ của Krzysztof Radziwiłł nên ông có thể bắt đầu học về pháo binh, kỹ thuật quân sự và chỉ huy phương hướng tại Đại học Leiden. Vào năm 1637, Arciszewski được chỉ định trở thành phó thống đốc của Brazil đang là thuộc địa của Hà Lan và đảm nhận vị trí người đứng đầu lực lượng quân đội Hà Lan tại quốc gia này.
Năm 1646, Krzysztof Arciszewski quay trở lại Ba Lan. Tại đây, ông nhậm chức Tướng của Lực lượng pháo binh.